# Arabesque (Les Tuniques bleues)
Pour les articles homonymes, voir Arabesque.
Arabesque est le 48e album de la série de bande dessinée Les Tuniques bleues de Raoul Cauvin et Willy Lambil. L'ouvrage est publié en 2005.

## Résumé
Cet album est une série de courtes histoires consacrées à la jument de Blutch, Arabesque. On découvre ainsi comment Blutch a rencontré sa jument alors que les cavaliers devaient choisir leur monture. Arabesque a alors tout de suite sympathisé avec Blutch qui lui a vu beaucoup de qualités comme lorsqu'elle arrive à le retrouver rien qu'au son de son sifflotement. Chesterfield fera quelques tentatives pour refaire l'éducation d'Arabesque pour forcer Blutch à participer aux charges. Et Arabesque sera atteinte de quelques maladies en mangeant des restes de nourriture faites à partir de cadavres de chevaux donnés par le cuisinier ou en buvant de l'eau dans laquelle un soldat a vidé des bouteilles. Et à chaque fois, Blutch fait subir comme à son habitude de terribles représailles au coupable. Cet album nous donne également l'occasion de rencontrer le premier propriétaire d'Arabesque (baptisée à l'origine "Flo"). La jument faisait partie de son élevage qui a été enrôlé par l'armée de force. On apprend comment Arabesque a développé (bien avant de rencontrer Blutch) une hantise de la mort et de la guerre en découvrant le carnage d'un champ de bataille. Touché, Blutch envisage de rendre Arabesque à son premier propriétaire mais ce dernier refuse car il sait que l'armée "mobilisera" la jument de nouveau tôt ou tard.

## Histoires
1. Le meilleur choix
2. Tel est pris qui croyait prendre
3. La fourbure
4. La grande école
5. Complètement bourré
6. La genèse d'Arabesque

## Personnages
Par ordre d'apparition :
- Sergent Chesterfield
- Caporal Blutch
- Arabesque
- Capitaine Stark
- Un blessé qui leur dit d'appeler le suivant.
- Murphy, soldat de l'infanterie spécialiste des chevaux
- Général Grant
- Stilman
- Général Alexander
- Horace
- Tom Casey, éleveur de chevaux et propriétaire d'Arabesque (Flo) à l'origine
- Deux officiers qui prennent les chevaux du précédent.

## Analyse
Dans Le Parisien, Willy Lambil est décrit comme « celui qui est passé maître dans le dessin des uniformes ou des chevaux », alors qu'il « n'aime vraiment pas ces animaux ». Dans un numéro spécial de la revue Historia, le dessinateur déclare que ses chevaux « possèdent un cou plus fin que dans la réalité ». Il prend plaisir à dessiner Arabesque, « seul animal pour lequel je ne prends jamais aucun modèle ».